# Capella d'en Marcús
La capella d'en Marcús o de la Mare de Déu de la Guia és un temple que es troba a la cantonada del carrer dels Carders i la placeta d'en Marcús de Barcelona, catalogat com a bé cultural d'interès local.

## Història
El conjunt formava part d'un alberg per a viatgers i hospital per a pobres, situat al camí que conduïa al Vallès i que en època romana es corresponia amb l'antiga Via Franca (que anava cap a França) avui carrer dels Carders, i va ser construït, juntament amb un cementiri, sota la iniciativa del burgès Bernat Marcús. El bisbe li concedí l'autorització el 1147, però sembla que les obres no s'iniciaren fins al 1166, concloent-se al 1188. A final del segle xii o principis del xiii la confraria dels troters de la bústia, formada pel servei de correus del propi Marcús, es posaria sota l'advocació de la Mare de Déu de la Guia, ubicada a la maetix capella. Va ser seu de la Confraria dels Correus a Cavall i a Peu, la primera organització postal que va existir a Europa.
La porta principal, la teulada, la finestra i l'espadanya foren refets al segle xix, moment en què el conjunt conegué altres transformacions, com la remunta d'un pis (actualment desaparegut), així com segurament també l'ornamentació de gust neoclàssic que revestí els interiors, estucant els paraments i ocultant la volta amb un enteixinat, que patí els incendis de la Setmana Tràgica i de la Guerra Civil espanyola i que fou restaurada el 1954 i, novament, el 1980.

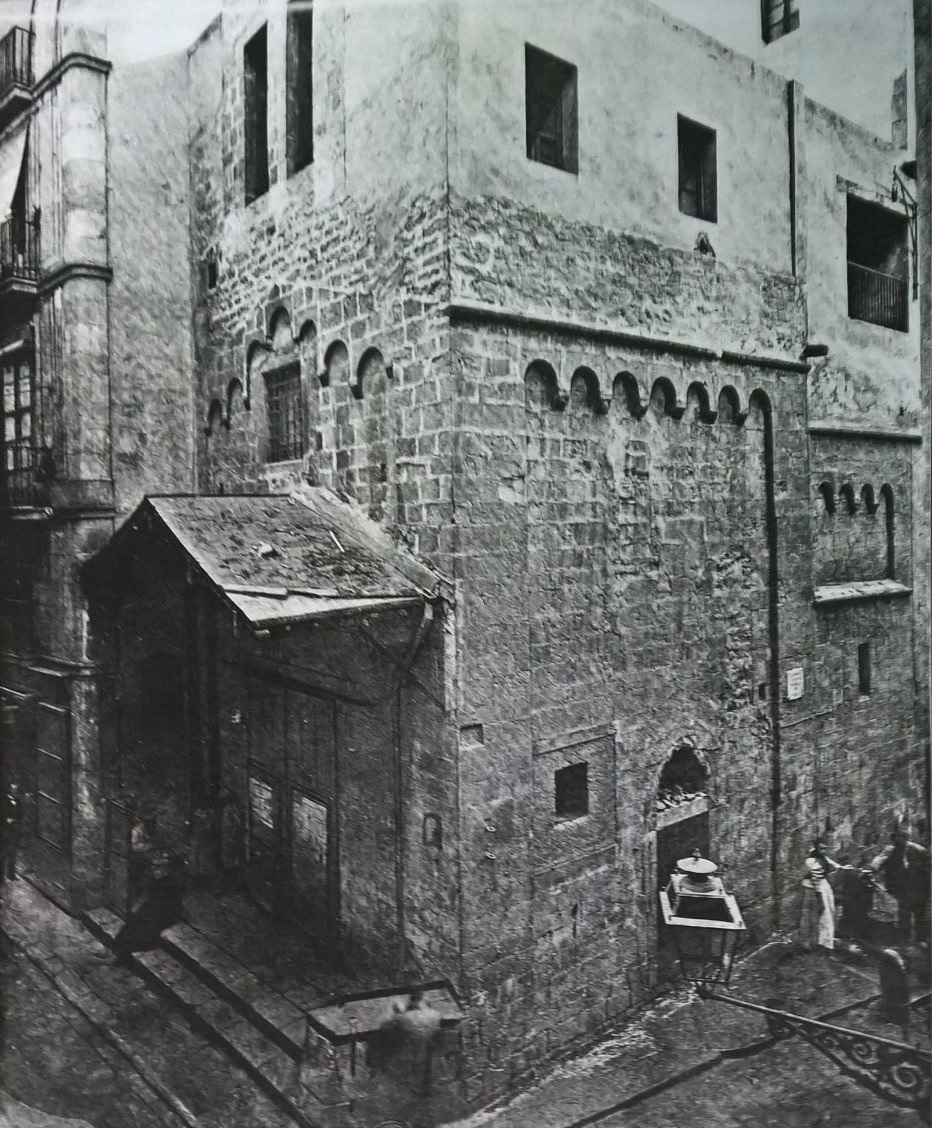
La capella cap el 1910

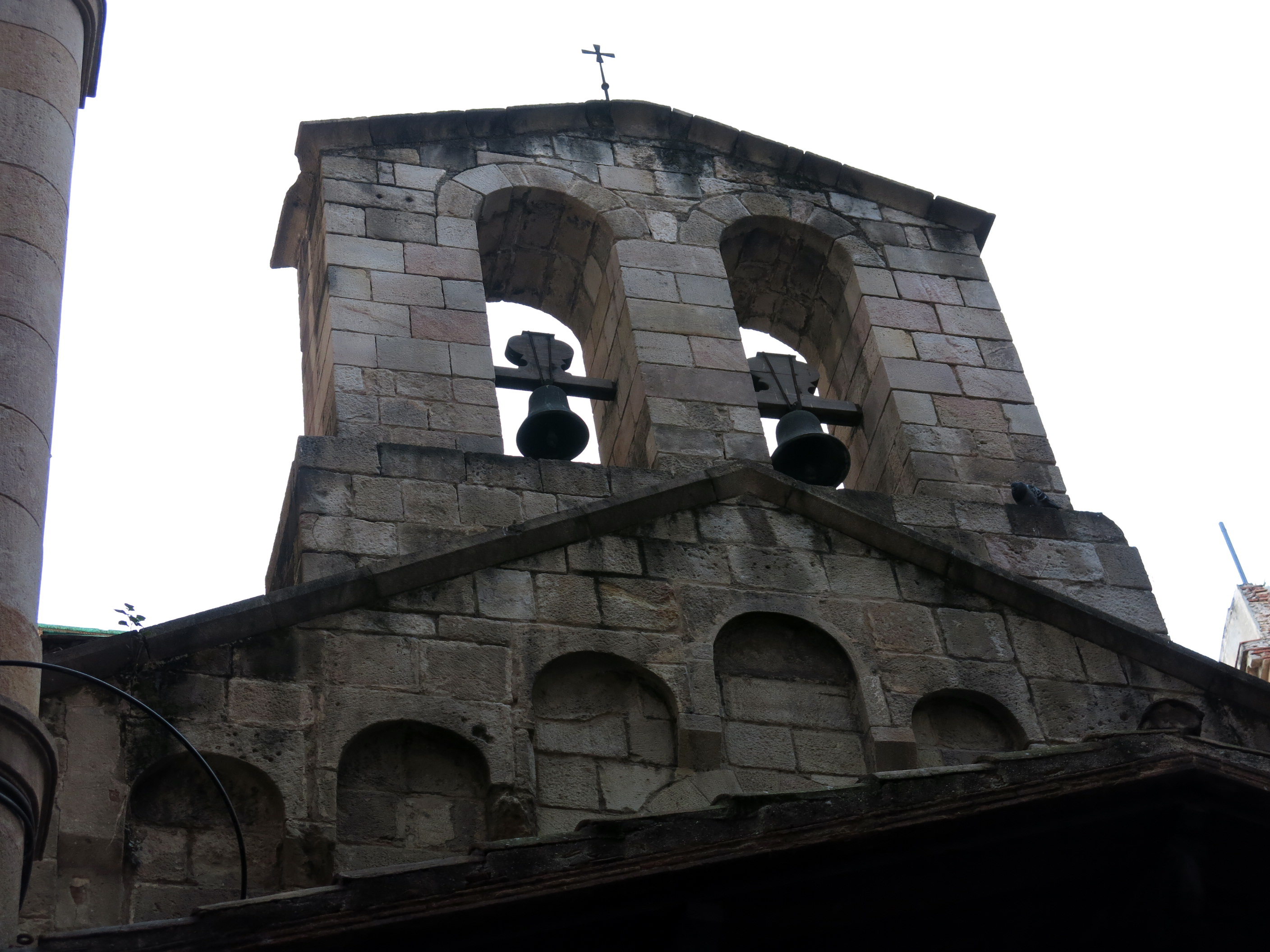
El campanar de paret que corona la façana principal

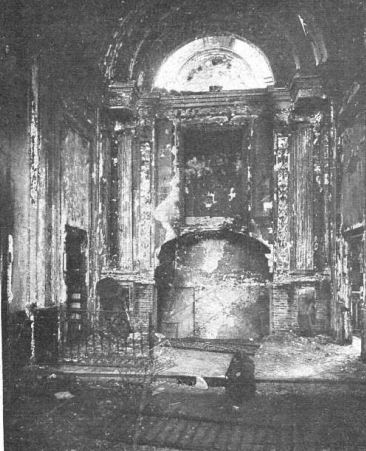
L'interior cremat després de la Setmana Tràgica

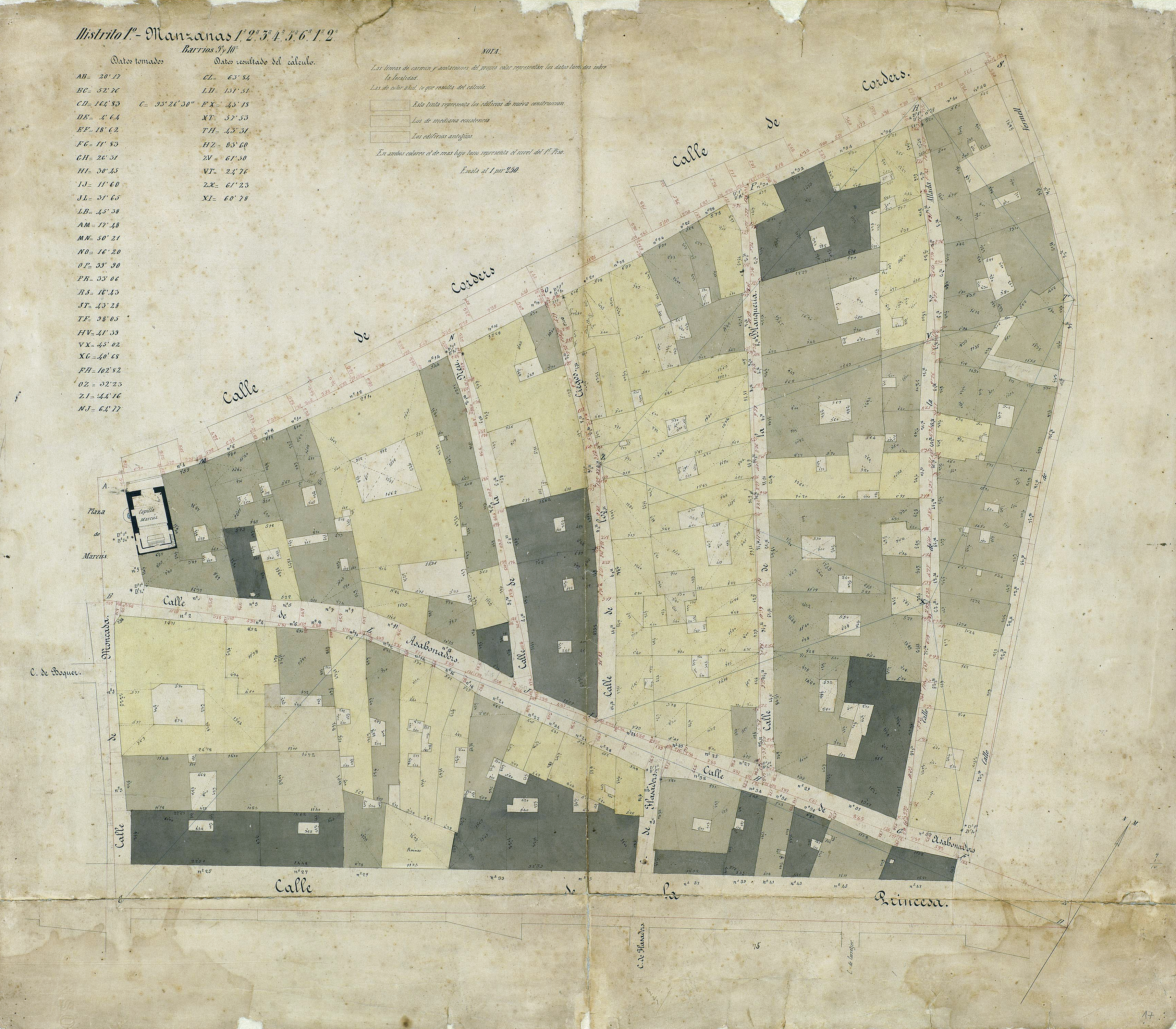
Quarteró núm. 17 de Garriga i Roca (c. 1860)

### Intervencions arqueològiques
El 1995 es va dur a terme una petita cala d'1,18 x 1,18 m al costat de la paret que dona a la placeta d'en Marcús i unes 14 cales parietals en diversos punts. La intervenció arqueològica va confirmar que el paviment de cairons quadrats actuals no corresponia a l'original de la cripta. Aquest es trobaria a uns 25 cm per sota i estava compost per cairons rectangulars com els que es veien als replans de les escales d'accés a la cripta.
El 1996 es va dur a terme la restauració de la façana, la teulada i la cripta. Pel que feia a les dues primeres parts, es tractava d'eliminar l'encintat decoratiu que deslluïa en les façanes romàniques, i reparar la teulada i el porxo que hi ha sobre la porta principal. A la cripta calia llevar la pintura que estava en molt mal estat, arreglar o renovar la pavimentació, i si calia, repicar les parets per tal d'arrebossar-les de nou. Amb l'actuació es van poder determinar diversos aspectes del procés de construcció. En primer lloc, la capella tenia l'aspecte que se li va donar en l'època de l'arquitecte Adolf Florensa i Ferrer (1957), exceptuant segurament l'actual pavimentació del pis. La cripta possiblement va ser arreglada i pintada de nou. Amb el repicat i la neteja i examen del parament, es va poder determinar que la capella havia tingut sempre l'absis pla i que l'edifici veí, en el seu moment, simplement se li va adossar i no el va tallar. A més a més, la cripta va ser construïda com un edifici dins un altre, per la qual cosa es va destruir el paviment original de la capella i es van recalçar les parets mestres. Això es va fer amb totxanes quadrades i rectangulars lligades amb morter i ciment ràpid. També es va considerar que la cúpula de la sala més gran era una reparació posterior deguda, segurament, pels diversos incendis que va sofrir l'edifici en la seva història recent. Donades les grans dimensions de la cripta, en proporció a la capella (aquella retalla el fonament de la paret mestre de la capella i entra dins del subsòl de l'edifici veí), i la presència d'un suposat reliquiari, es va considerar que en algun moment s'hi van practicar activitats de culte. El paviment aïllant a base de resines, que va suposar l'elevació del pis de la cripta, es va produir a inicis del segle xix.
El 2002, es va obrir una rasa entre els núms. 2 i 8 del carrer dels Carders, amb una amplada de 0,60-0,70 cm i una fondària que oscil·lava entre 0,90 i 1,10 m. S'hi van detectar diverses canalitzacions i de serveis d'època moderna (segles xviii-xix), les quals afectaven nivells romans, un dels quals es va interpretar com a d'ús. Els materials apareguts (àmfora tarraconesa) el situaven a l'epoca altimperial.

## Descripció
Es tracta d'un temple de planta rectangular de petites dimensions, cobert amb volta de canó i que no disposa d'absis, suprimit per la construcció dels edificis que envolten la capella. A la banda de la capçalera es localitza una mena de gran retaule o fornícula amb dues grans columnes d'ordre corinti que sostenen un entaulament sobre del qual es desenvolupa un arc de mig punt. Aquest arc disposa de diverses rosques que estan decorades amb motius vegetals daurats. L'espai localitzat entre les columnes està decorat amb una pintura abstracta contemporània i al centre es disposa una petita fornícula on es localitza una figura de la Mare de Déu entronitzada. Aquesta decoració d'inspiració neoclassicista en la capçalera, és visible també a la volta, daurada i amb cassetons. Compta també amb una cripta composta de tres petites naus.
A l'exterior, la capella presenta un parament de pedra vista, fet amb carreus ben escairats i articulat a la banda superior, amb un cos d'arcs cecs. La teulada a doble vessant disposa d'un pronunciat ràfec i una espadanya que corona la façana on es troba l'entrada. Actualment disposa de dues façanes, la principal que dona al carrer dels Carders i una secundària a la placeta d'en Marcús. A la primera hi ha la porta d'entrada, la qual es configura amb un arc de mig punt motllurat que imposta a sobre de dos mènsules i una llinda recta, elements tots aquests fruit d'una reforma relativament contemporània. Aquesta façana es cobreix amb gran ràfec de fusta i teula que a manera de marquesina guareix la porta d'entrada al temple.
La façana que dona a la Placeta d'en Marcús és més complexa, ja que disposa de diverses obertures a diferent alçada i dissemblant tipologia. A la banda més propera al carrer dels Carders, s'hi localitzen tres obertures (avui dia cegades), corresponents a tres antigues plantes. La inferior, que encara funciona com porta d'accés lateral a la capella, està configurada per un arc apuntat que imposta en una llinda de pedra; a l'altura del que hauria estat un primer pis es localitza una altra de les obertures, amb arc de mig punt i desplaçada de l'eix central on es localitza la porta inferior. A sota de les arcuacions que rematen la façana es troba l'altra obertura, de menor alçària que la inferior però amb la mateixa composició formal i estilística. La reixa que alinea la capella amb l'edifici al qual és adossada fou afegida entre 1916 i 1917.
A la banda del mur més propera al carrer dels Assaonadors, hi ha un gran arc apuntat que imposta a la banda més oriental en una mènsula, mentre que a la més occidental ho fa directament a sobre del muntant. Aquest arc es troba actualment tapiat i s'hi localitza en l'escultura d'una Mare de Déu. Hi destaquen les mènsules, sobre les quals s'imposten els arcs que hi ha a sota de la coberta, moltes de les quals encara conserven la traça original, que reprodueixen caps humans.